# Il rogo di Berlino
Il rogo di Berlino è un'opera del 1995 della scrittrice tedesca naturalizzata italiana Helga Schneider, con cui nel 1996 vince il Premio Rapallo. 

## Trama
Vienna, 1971. Una giovane donna, Helga, ritrova la madre che nell’autunno del 1941 l’aveva abbandonata a Berlino insieme al fratello neonato Peter, per arruolarsi nelle SS. La madre di Helga è sempre più convinta delle sue idee e si rivela essere nostalgica del periodo in cui faceva la guardiana nel campo di concentramento di Birkenau. Come la madre non l’ha voluta all’epoca, questa volta è Helga che decide di non volere più sua madre e si allontana.
La narrazione si sposta a Berlino, nel 1942. Helga racconta, a cinquant’anni di distanza, la sua infanzia passata nella guerra. Privata dell’affetto dei genitori, Helga ha solamente il nonno Opa, che la adora e le fa vivere quei giorni come un’avventura, alla ricerca ossessiva del cibo e dell’acqua come se fosse un gioco.
All’arrivo dei russi, la situazione peggiora. Trascorrono giorni nascosti in uno scantinato, nel terrore dell’arrivo dei soldati sovietici. Helga racconterà dello stupro della sua amica e coetanea Erika, che morirà pochi giorni dopo la violenza subita.
La sua storia, contemporanea a quella della Germania devastata dalla guerra e dal Nazismo, si affianca a quella del Terzo Reich. Helga avrà poi l’occasione di incontrare Hitler nel suo bunker.

## Edizioni
- Helga Schneider, Il rogo di Berlino, Milano, Adelphi, 1995,  p. 229, ISBN 88-459-1137-3.
- Helga Schneider, Il rogo di Berlino, Milano, Adelphi, 1998,  p. 229, ISBN 9788845913471.